# All Right (Christopher Cross)
All Right is een nummer van de Amerikaanse zanger Christopher Cross uit 1983. Het is de eerste single van zijn tweede studioalbum Another Page.
"All Right" is een poprocknummer met als boodschap om optimistisch te blijven en te geloven dat het altijd goed komt, ook in onzekere tijden. Michael McDonald is op het nummer te horen als achtergrondzanger. Het nummer werd aan beide kanten van de oceaan een hit en bereikte de 12e positie in de Amerikaanse Billboard Hot 100. In de Nederlandse Top 40 bereikte het de 16e positie, en in de Vlaamse Ultratop 50 de 15e.

## Tracklijst
- 7"

1. "All Right" – 4:01
2. "Long World" – 3:32